# I-65
I-65 (Interstate 65) — межштатная автомагистраль в центральной части Соединённых Штатов Америки. Общая протяжённость — 887,3 мили (1427,97 км). Проходит по территории четырёх штатов.

## Маршрут магистрали
| Штат  | миль   | км      |
| ----- | ------ | ------- |
| AL    | 367    | 590,63  |
| TN    | 121,71 | 195,87  |
| KY    | 137,32 | 221     |
| IN    | 261,27 | 420,47  |
| Всего | 887,3  | 1427,97 |

### Алабама
Interstate 65 проходит вблизи 4 крупнейших городов Алабамы — Мобил, Монтгомери, Бирмингем и Хантсвилл. Южный конец магистрали расположен в Мобиле, на пересечении с I-10. I-65 направляется на северо-восток, в сторону Монтгомери, где на восток от неё отходит другая магистраль I-85. Затем магистраль поворачивает на север, в городе Бирмингем пересекая соединённые магистрали I-20 и I-59. С городом Хантсвилл I-65 соединена вспомогательной трассой I-565. Затем магистраль пересекает реку Теннесси и попадает на территорию одноимённого штата.

### Теннесси
Межштатная магистраль 65 пересекает границу с Теннесси близ города Ардмор. Затем на протяжении около 105 км магистраль движется по малонаселённой местности в центральном Теннесси. Один из первых крупных городов, через которые проходит I-65 в штате, — Колумбия. Затем магистраль направляется в сторону Нэшвилла, где пересекает I-24 и I-40. В районе города Портленд I-65 пересекает границу с Кентукки.

### Кентукки
I-65 — основная магистраль, проходящая мимо Национального парка Мамонтова пещера.
Магистраль проходит через третий и первый по населению города Кентукки — Боулинг-Грин и Луисвилл. В Луисвилле Interstate 65 пересекает I-64 и I-71. После прохождения через Луисвилл автомагистраль попадает на территорию Индианы.

### Индиана
I-65 пересекает границу с Индианой в городе Джефферсонвилл. Это — основная магистраль, пересекающая Индиану с юга на север. В столице штата, Индианаполисе, I-65 на протяжении нескольких километров соединена с I-70. Северный конец магистрали располагается в городе Гэри, одном из крупных пригородов Чикаго, на пересечении с Interstate 90.

## Основные развязки
- I-85, Монтгомери, Алабама
- I-20 / I-59 / SR 4, Бирмингем, Алабама
- I-24, Нэшвилл, Теннесси
- I-40, Нэшвилл, Теннесси
- I-64 / I-71, Луисвилл, Кентукки
- I-74 / I-265, Индианаполис, Индиана
- I-70, Индианаполис, Индиана
- I-80 / I-94 / US 6, Гэри, Индиана

## Вспомогательные магистрали
- I-165, Алабама
- I-265, Кентукки—Индиана
- I-465, Индиана
- I-565, Алабама
- I-865, Индиана